# 谭薇
谭薇（1986年12月13日—），艺名小燕子、VV。金鹰卡通卫视金牌节目主持人，制片人。

## 经历
2001年，参加“牵手”杯超级模特大赛获新人组冠军。
2002年，16岁的谭薇荣获第二届武汉小姐既福星惠誉形象大使大赛冠军、最佳人气奖、最俱潜力奖
2003年，参加“猫人”全国大搜寻获全国第四
2004年，参加第五届中国金鹰电视艺术节第三届电视新秀大赛获亚军
2003年，参加《金鹰之星》第一塞季比赛获现场冠军和人气冠军
2004年，参加《金鹰之星》第三季获得亚军，随后，正式加入金鹰卡通卫视，成为当家主持人。
2006年，参加湖南娱乐频道大型音乐选秀节目《全明星音雄会》第二季。
2009年，任湖南卫视生活知识脱口秀《百科全说》任助理主持人。
2012年，入围第九届金鹰电视艺术节最受欢迎主持人。
2013年，主持金鹰卡通卫视儿童音乐歌唱节目《中国新声代》第一季
2017年，主持芒果tv亲子综艺节目《宝贝的新朋友》。
2018年4月，参加人偶互动真人秀《人偶总动员》第三季，任叽哩咕噜的人偶搭档。
2019年，参加金鹰卡通亲子美食节目《麦咭小厨》，任美食管家。